# La Belle (film)
Pour plus de détails, voir Fiche technique et Distribution.
La Belle (Gražuolė) est un film soviétique réalisé par Arūnas Žebriūnas, sorti en 1969.

## Synopsis
À Vilnius dans une cour d'immeuble, des enfants jouent au jeu de La Belle et c'est toujours Inga qui gagne. Cette petite fille vit avec sa mère célibataire. Lorsque de nouveaux voisins arrivent, leur fils dit à Inga qu'elle est laide à cause de ses taches de rousseur.

## Fiche technique
- Titre original : Gražuolė
- Titre français : La Belle
- Réalisation : Arūnas Žebriūnas
- Scénario : Jurijus Jakovlevas
- Photographie : Algimantas Mockus
- Musique : Viatcheslav Ganeline
- Pays d'origine : URSS
- Langue originale : lituanien
- Format : Noir et blanc - 35 mm
- Genre : drame
- Langue : lituanien
- Durée : 71 minutes
- Dates de sortie :
  -  Union soviétique : 1969
  -  France : 22 août 2018

## Distribution
- Inga Mickyte : Inga
- Lilija Zadeikyte : la mère d'Inga
- Arvidas Samukas : Viktoras
- Tauras Ragalevicius : le nouveau
- Sergueï Martinson : le vieil homme seul

## Sortie

### Accueil critique
Pour Jean-Michel Frodon de Slate, « c'est un film qui vient de loin. [...] On ne saura pas pourquoi il aboutit sur nos écrans cinquante ans après sa réalisation et, bientôt, cela n'aura plus d'importance. [...] Avec ce film qui ne cesse de gagner en profondeur et en finesse, Zebriunas s'inscrit dans l'héritage des cinéastes qui ont su filmer les enfants en leur laissant assez de liberté pour être autre chose que les mignons interprètes de narrations préconçues. Inga, Viktoras et les autres sont les cousins baltes des gamins d'Aniki Bóbó de Manoel de Oliveira, du Petit Fugitif de Morris Engel et Ruth Orkin, de La Récréation d'Abbas Kiarostami, de Bouge pas, meurs, ressuscite de Vitali Kanevski ou de Ponette de Jacques Doillon. [...] Grâce aussi à ses jeunes acteurs filmés sans mièvrerie ni surcharge, il se révèle une très heureuse surprise de cinéma, d'aujourd’hui comme d'il y a un demi-siècle, pour ici comme pour la Lituanie ou partout ailleurs. ».
Pour François-Xavier Taboni de Bande à part, « l'enfance semble être le grand sujet du cinéaste Arunas Zebriunas, auteur d'une petite dizaine d'œuvres (toutes inédites en France) que la vision de La Belle donne fortement envie de découvrir. Zebriunas fait en effet preuve de beaucoup de finesse quand il s'agit de filmer ses jeunes héros. ».
Pour Nicolas Didier de Télérama, « Réalisé par Arūnas Žebriūnas (1930-2013), représentant du « cinéma poétique lituanien » et auteur très populaire dans son pays, La Belle emboîte le pas d'une gamine de Vilnius, durant à peine plus d'une heure — forme aussi fugace que l'enfance. [...] Subtilement, La Belle évoque l'espoir des habitants de voir l’URSS s'effondrer et les beaux jours revenir : un chien qui attend inlassablement, au bord de l'eau, son maître noyé ; l'héroïne qui observe une branche d’arbre, apparemment morte, persuadée qu'elle peut refleurir. ».
Pour Christophe Narbonne de Première, « Chaque année, l'été, sort en salles une pépite oubliée, un trésor caché du septième art que les cinéphiles découvrent fébrilement. C'est le cas de cette Belle, inédit en France, illustration par l'excellence de ce qu'ont pu produire les pays de l'est dans les années 60. ».
Pour Rémy Roche de Culturebox, « Voilà une petite merveille de cinéma et… de résistance. Sous des allures de conte innocent pour et par des enfants, le film est une charge discrète et poétique contre le joug de l'URSS qui occupe alors la Lituanie. [...] Déjouant le charme un peu désuet des techniques de l'école soviétique de l'époque, Žebriūnas se révèle virtuose de la caméra et de la mise en scène, privilégiant le mouvement et le plan-séquence. Il s'amuse des symboles, paraphrase et se moque des héros alors mis en scène par le cinéma officiel en célébrant une liberté des esprits et de la fantaisie qui aujourd'hui n'est plus même de mise dans nos démocraties occidentales pasteurisées. ».
Pour Les Inrockuptibles, « Moins directement politique que certains de ses contemporains (Miloš Forman en Tchécoslovaquie, Andrzej Wajda en Pologne, Miklós Jancsó en Hongrie), Arūnas Žebriūnas l'est tout de même, subtilement, en filmant une ville qui s'ennuie, se languit et s'affaisse. ».
Pour Marcos Uzal de Libération, « Film quasiment inconnu en France, où il sort pour la première fois, la Belle (1969) est un classique en Lituanie. Une œuvre inclassable, étrange et poétique, qu'il serait injuste de réduire à une fable enfantine même si c'est ainsi qu'elle semble se présenter au premier abord. [...] (Žebriūnas) invente une sorte de néoréalisme onirique, quelque part entre Allemagne année zéro de Roberto Rossellini et Le Ballon rouge d'Albert Lamorisse. La Belle est un film d'une grâce musicale, où une fillette aimerait ne jamais s'arrêter de danser. ».